# Origanum petraeum
Origanum petraeum là một loài thực vật có hoa trong họ Hoa môi. Loài này được Danin mô tả khoa học đầu tiên năm 1990.